# Campeonato Nacional da 2ª Divisão de Rugby
O Campeonato Português de Rugby - 2ª Divisão é um campeonato de Rugby disputado anualmente, onde os participantes disputam um vaga para o Campeonato Nacional da 1ª Divisão de Rugby. Este torneio é realizado pela Federação Portuguesa de Rugby.

## Participantes em 2024–25
| Norte/centro AA COIMBRA ´´A´´ AEES AGRARIA COIMBRA DOURO RUGBY ER TROFA/CR FAMALICÃO RC LOUSÃ A SPORT CP | Sul BELAS RC RC Elvas OS BELENENSES ´´A´´ SÃO MIGUEL ´´A´´ MUSTANGS RUGBY/ALCOCHETENSE OEIRAS RUGBY RC VILA DE MOITA SPORTING CP ST JULIANS RUGBY CLUB |

## Palmarés
| Época             |  |  | Campeão                                     | Vice                                        | 3º Lugar                           |
| ----------------- |  |  | ------------------------------------------- | ------------------------------------------- | ---------------------------------- |
| 1977-78           |  |  | Clube de Rugby São Miguel                   | NA                                          | NA                                 |
| 1978-79 a 1980-81 |  |  | Não realizado                               | Não realizado                               | Não realizado                      |
| 1981-82           |  |  | CRAV                                        | NA                                          | NA                                 |
| 1982-83 a 2002-03 |  |  | Não realizado                               | Não realizado                               | Não realizado                      |
| 2003-04           |  |  | Caldas RC                                   | Universidade de Aveiro                      | RC Loulé                           |
| 2004-05           |  |  | AEFC Tecnologia                             | RC Loulé                                    | Rugby Clube Bairrada               |
| 2005-06           |  |  | Belas FC                                    | RC Montemor                                 | AEES Agrária de Coimbra            |
| 2006-07           |  |  | AEES Agrária de Coimbra                     | Vitória Futebol Clube                       | RC Montemor                        |
| 2007-08           |  |  | Vitória Futebol Clube                       | Rugby Linha                                 | RC Montemor                        |
| 2008-09           |  |  | Rugby Linha                                 | RC Montemor                                 | Associação Prazer de Jogar Rugby   |
| 2009-10           |  |  | Rugby Clube de Montemor                     | Caldas RC                                   | RC Bairrada                        |
| 2010-11           |  |  | CR Técnico                                  | RC Santarém                                 | AEES Agrária de Coimbra            |
| 2011-12           |  |  | AEES Agrária de Coimbra                     | RC Loulé                                    | AEFC Tecnologia                    |
| 2012-13           |  |  | Ass. Sporting CP Rugby                      | Clube de Rugby São Miguel                   | CR Famalicão & Guimarães RUFC      |
| 2013-14           |  |  | Rugby Vila da Moita                         | Guimarães Rugby Union Football Club (GRUFC) | AEFC Tecnologia & CR Famalicão     |
| 2014-15           |  |  | CR Técnico                                  | Guimarães Rugby Union Football Club (GRUFC) | RC Bairrada & AEFC Tecnologia      |
| 2015-16           |  |  | RC Bairrada                                 | Guimarães Rugby Union Football Club (GRUFC) | RC Loulé & AEFC Tecnologia         |
| 2016-17           |  |  | Guimarães Rugby Union Football Club (GRUFC) | RC Loulé                                    | AEES Agrária de Coimbra & Belas RC |
| 2017-18           |  |  | Escolinha da Galiza                         | RC Elvas                                    | Braga Rugby e AEES Agrária         |
| 2018-19           |  |  | .                                           |                                             |                                    |